# Niek de Boer
 (octobre 2023).
Nicolaas Abraham dit "Niek" de Boer (Deventer, 29 décembre 1924 – Haarlem, 19 janvier 2016) est un urbaniste néerlandais.
Il est né et à grandi à Deventer, puis a fait ses études d'architecture à la TUDelft, où il a été diplômé en 1955. Il est ensuite devenu urbaniste d'Emmen, où il créa le concept de woonerf. Il revint à la TUDelft comme professeur. Il a été rédacteur de la revue Wonen-TA|BK  (ISSN 0165-3504).

## Publications
De Randstad bestaat niet, Rotterdam : NAi uitg, 1996.  (ISBN 90-72469-85-2)